# Coppa Libertadores 2017 (calcio femminile)
La Coppa Libertadores 2017 è stata la 9ª edizione della massima competizione sudamericana riservata a squadre femminili di club. Il torneo si è tenuto tra il 7 e il 31 ottobre in Paraguay.
Il trofeo è stato vinto, per la prima volta nella loro storia, dalle brasiliane dell’Audax, che ha disputato il torneo in collaborazione con il Corinthians.

## Squadre
Al torneo partecipano 12 squadre di 10 federazioni (i 10 membri della CONMEBOL), i cui criteri di qualificazione sono determinati dalle singole federazioni nazionali.
| Nazione               | Squadra                | Qualificazione                                                 |
| --------------------- | ---------------------- | -------------------------------------------------------------- |
| Argentina (1 squadra) | River Plate            | Campione del Campionato Argentino Femminile 2016-2017          |
| Bolivia (1 squadra)   | Deportivo ITA          | Campione del Campionato Nazionale femminile boliviano 2017     |
| Brasile (1 squadra)   | Corinthians/Audax      | Campione della Coppa del Brasile femminile 2016                |
| Cile (1 squadra)      | Colo-Colo              | Campione del Campionato Cileno Femminile 2016                  |
| Colombia (1 squadra)  | Santa Fe               | Campione del Campionato Colombiano Femminile 2018              |
| Ecuador (1 squadra)   | Unión Española         | Campione del Campionato Ecuadoriano Femminile 2016-2017        |
| Paraguay (3 squadre)  | Libertad/Limpeño       | Campione in carica e del Campionato Paraguaiano Femminile 2016 |
| Paraguay (3 squadre)  | Cerro Porteño          | Vicecampione del Campionato Paraguaiano Femminile 2016         |
| Paraguay (3 squadre)  | Dep. Capiatá           | Vincitore del quadrangolare pre-libertadores 2017              |
| Perù (1 squadra)      | Universitario          | Campione del Campionato Peruviano Femminile 2017               |
| Uruguay (1 squadra)   | Colón                  | Campione del Campionato Uruguaiano Femminile 2016              |
| Venezuela (1 squadra) | Estudiantes de Guárico | Campione del Campionato Femminile Venezuelano 2016-2017        |

## Stadi
Le partite si sono tenute a Asunción, Luque e Villa Elisa e nei seguenti stadi:
- Stadio Arsenio Erico, Asunción (7.000)
- Stadio La Arboleda, Asunción (7.500)
- Stadio General Adrián Jara, Luque (3.500)
- Stadio Luis Alfonso Giagni, Villa Elisa (5.000)

## Fase a gironi

### Gruppo A
| Pos. | Squadra                | Pt | G | V | N | P | GF | GS | DR |
| ---- | ---------------------- | -- | - | - | - | - | -- | -- | -- |
| 1.   | River Plate            | 7  | 3 | 2 | 1 | 0 | 4  | 2  | +2 |
| 2.   | Unión Española         | 5  | 3 | 1 | 2 | 0 | 5  | 3  | +2 |
| 3.   | Estudiantes de Guárico | 4  | 3 | 1 | 1 | 1 | 3  | 2  | +1 |
| 4.   | Dep. Capiatá           | 0  | 3 | 0 | 0 | 3 | 2  | 7  | -5 |

### Gruppo B
| Pos. | Squadra       | Pt | G | V | N | P | GF | GS | DR |
| ---- | ------------- | -- | - | - | - | - | -- | -- | -- |
| 1.   | Colo-Colo     | 7  | 3 | 2 | 1 | 0 | 12 | 5  | +7 |
| 2.   | Cerro Porteño | 7  | 3 | 2 | 1 | 0 | 7  | 3  | +4 |
| 3.   | Universitario | 3  | 3 | 1 | 0 | 2 | 2  | 8  | -6 |
| 4.   | Colón         | 0  | 3 | 0 | 0 | 3 | 3  | 8  | -5 |

### Gruppo C
| Pos. | Squadra           | Pt | G | V | N | P | GF | GS | DR  |
| ---- | ----------------- | -- | - | - | - | - | -- | -- | --- |
| 1.   | Corinthians/Audax | 9  | 3 | 3 | 0 | 0 | 10 | 2  | +8  |
| 2.   | Santa Fe          | 4  | 3 | 1 | 1 | 1 | 12 | 6  | +6  |
| 3.   | Libertad/Limpeño  | 4  | 3 | 1 | 1 | 1 | 8  | 5  | +3  |
| 4.   | Deportivo ITA     | 0  | 3 | 0 | 0 | 3 | 4  | 21 | -17 |

### Raffronto delle seconde classificate
| Pos. | Squadra        | Pt | G | V | N | P | GF | GS | DR |
| ---- | -------------- | -- | - | - | - | - | -- | -- | -- |
| 1.   | Cerro Porteño  | 7  | 3 | 2 | 1 | 0 | 7  | 3  | +4 |
| 2.   | Unión Española | 5  | 3 | 1 | 2 | 0 | 5  | 3  | +2 |
| 3.   | Santa Fe       | 4  | 3 | 1 | 1 | 1 | 12 | 6  | +6 |

## Fase a eliminazione diretta
|  | Semifinali        | Semifinali        | Semifinali              |                         |           | Finale          | Finale          | Finale          |  |
|  |                   |                   |                         |                         |           |                 |                 |                 |  |
|  | River Plate       | River Plate       | 0                       |                         |           |                 |                 |                 |  |
|  | River Plate       | River Plate       | 0                       |                         |           |                 |                 |                 |  |
|  | Colo-Colo         | Colo-Colo         | 2                       |                         |           |                 |                 |                 |  |
|  | Colo-Colo         | Colo-Colo         | 2                       |                         | Colo-Colo | Colo-Colo       | 0 (4)           |                 |  |
|  |                   |                   |                         |                         | Colo-Colo | Colo-Colo       | 0 (4)           |                 |  |
|  |                   |                   | Corinthians/Audax (dtr) | Corinthians/Audax (dtr) | 0 (5)     |                 |                 |                 |  |
|  | Corinthians/Audax | Corinthians/Audax | Corinthians/Audax (dtr) | Corinthians/Audax (dtr) | 0 (5)     | 3               |                 |                 |  |
|  | Corinthians/Audax | Corinthians/Audax |                         |                         |           | 3               |                 |                 |  |
|  | Cerro Porteño     | Cerro Porteño     | 0                       |                         |           | Finale 3º posto | Finale 3º posto | Finale 3º posto |  |
|  | Cerro Porteño     | Cerro Porteño     | 0                       |                         |           |                 |                 |                 |  |
|  |                   |                   |                         |                         |           |                 |                 |                 |  |
|  |                   |                   |                         |                         |           | River Plate     | River Plate     | 2               |  |
|  |                   |                   |                         |                         |           | River Plate     | River Plate     | 2               |  |
|  |                   |                   |                         |                         |           | Cerro Porteño   | Cerro Porteño   | 1               |  |